# Chiquito Filipe
Chiquito Filipe (25 de outubro de 1986) é um futebolista timorense. Atualmente, atua como atacante da Seleção Timorense de Futebol.